# Martins Ferry
Martins Ferry è una città degli Stati Uniti d'America, situata nello Stato dell'Ohio, nella Contea di Belmont, nell'est dello Stato. La città è attraversata dal fiume Ohio.